# Sporostigma
Sporostigma is een monotypisch geslacht van schimmels behorend tot de orde Arthoniales. Het bevat alleen de soort Sporostigma melasporum.